# Terrorisme en 1974

## Événements

### Janvier
- Lors du procès de l'attentat du 12 juin 1973 à Coleraine, les deux prévenus sont jugés coupables de l'assassinat des six victimes de l'explosion. Le premier est condamné à huit ans de prison, le second à six peines de prison à vie[1].

### Février
- 4 février, Royaume-Uni : un attentat de l'IRA sur une autoroute du Yorkshire de l'Ouest contre un car de soldats britanniques fait 12 morts (9 soldats et 3 civils)[2].

### Mai
- 17 mai, Irlande : quatre voitures piégées explosent à Dublin et à Monaghan, tuant trente-trois personnes et en blessant plus de deux cent cinquante autres. En juillet 1993, l'Ulster Volunteer Force annonce avoir agi seule et assumer la totalité de ces quatre attentats[3].
- 28 mai, Italie : lors d'une manifestation antifasciste à Brescia regroupant plusieurs syndicats et mouvements politiques de gauche, une bombe explose et fait huit morts et cent deux blessés. Aucun responsable officiel n'est désigné, mais des groupuscules d'extrême droite, ainsi que les services secrets italiens, sont mis en cause[réf. souhaitée].

### Août
- 4 août, Italie : l'attentat contre l'Italicus Express reliant Rome à Munich fait douze morts et quarante-quatre blessés. L'attentat est revendiqué par le groupe néofasciste Ordine Nero.[réf. souhaitée]
- 30 août 1974, Japon : attentat à la bombe contre la société Mitsubishi à Tokyo, huit morts et 376 blessés, revendiqué par le Front armé anti-japonais d'Asie de l'Est.

### Septembre
- 13 septembre, Espagne : un attentat d'ETA dans la cafétéria Rolando à Madrid fait douze morts[4].
- 15 septembre, France : un attentat à la grenade dans la galerie marchande du drugstore Publicis de Saint-Germain-des-Prés à Paris fait deux morts et trente-quatre blessés[5],[6],[7],[8]. Le terroriste Carlos revendiquera cet attentat en décembre 1979 dans une interview accordée au journal Al Watan El Arabi, entretien qui sera publié quelques jours plus tard par le Figaro[9]. 43 ans plus tard, il est à nouveau devant les juges, qui envisagent une réclusion criminelle à perpétuité[10].
- 21 septembre, Royaume-Uni : deux attentats contre des pubs à Birmingham, revendiqués par l'IRA provisoire, font vingt et un morts et cent soixante blessés[11],[12].

### Octobre
- 5 octobre, Royaume-Uni : deux explosions dans des pubs à Guilford, attribuées à l'IRA provisoire, font cinq morts et cinquante-quatre blessés[3].

### Novembre
- 21 novembre, Royaume-Uni : deux attentats de l'IRA visant le Mulberry Bush et le Tavern in the Town à Birmingham en Angleterre, font 21 morts et 182 blessés.